# Chris Welcome
Chris Welcome (* 1980 in New York City) ist ein US-amerikanischer Jazzgitarrist (auch Cello, Akkordeon).

## Leben und Wirken
Welcome wuchs in Chicago auf, wo er Unterricht bei Frank Portolese hatte. Er studierte an der Rutgers University bei Vic Juris, Stanley Cowell und Ralph Bowen. Seit 2004 arbeitet er in der New Yorker Musikszene, u. a. mit Bands und Musikern wie Mothguts, Sam Mickens’ Ecstatic Showband und Revue, Trio Caveat, Mike Pride (Drummer’s Corpse, AUM Fidelity 2012), Ben Gerstein, Daniel Carter, Jonathan Moritz, James Ilgenfritz, Lisa Mezzacappa, Jeffrey Hayden und Kirk Knuffke. 2006 entstand sein Debütalbum Wound Unwound and Within im Trio mit Shayna Dulberger und John McLellan. Im Bereich des Jazz war er zwischen 2004 und 2012 an 13 Aufnahmesessions beteiligt. Ferner schrieb er Kompositionen für sein eigenes Quartett und für verschiedene Kammerensembles.

## Diskographische Hinweise
- Chris Welcome Quartet – (Tigerasylum, 2007), mit Jonathan Moritz, Shayna Dulberger, John McLellan
- Refrain (Empty Room Music, 2009)
- Kirk Knuffke, Chris Welcome, Federico Ughi: Garden of Gifts (577 Records,2009)
- Luz (Empty Room Music, 2011), mit Jonathan Moritz, Shayna Dulberger, John McLellan
- Walter Wright, Chris Welcome, Shayna Dulberger: Apocalypso (Empty Room Music, 2012)
- Challenger (2017), mit Jonathan Moritz, Shayna Dulberger, Mike Pride
- W2: Timely Invention Conquers (2016), mit Sam Weinberg